# Aquilino Pastor
Aquilino Pastor Alonso (Santa Catalina de Somoza, 2 de marzo de 1889 - 11 de abril de 1991) fue un músico maragato del siglo XIX y XX que durante sus 102 años de vida buscó la preservación y transmisión de la cultura y folclore maragatos, tanto en la propia comarca de la Maragatería, como en España y Europa. Ostenta el título de "Tamboritero Mayor de la Maragatería" siendo el único músico que ha recibido este galardón a lo largo de la historia.

## Biografía
Aquilino Pastor Alonso, nació en Santa Catalina de Somoza (León) el 2 de marzo de 1889. Durante su 102 años de vida se dedicó a dos oficios: Sastre y Músico. Fue nombrado Tamboritero Mayor de la Maragatería y atesora el legado musical más importante de la comarca de la Maragatería
Aquilino Pastor además de sastre, era el tamborilero mayor de la comarca leonesa de la Maragatería. Fue un músico autodidacta apoyado, sin duda, por su ascendencia de toda una saga de tamboriteros, donde cabe resaltar a su padre Manuel Pastor ("el Tío Manolín") que fue uno de los mejores tamboriteros conocidos en toda la Maragatería, o su hermano Victorino Pastor ("el Tío Victorino") tamboritero fundador del grupo de danzas de la Casa de León en Madrid.
Se casó dos veces. Con la primera mujer tuvo 12 hijos y con la segunda una hija. Algunos de sus hijos (Marcelino, Fernando, Pedro y Abelardo) han venido continuando con la tradición musical del "Tío Aquilino", tanto en España como en Argentina, donde se han oído y se oyen aún, los sones de la flauta maragata con el tinte de Aquilino Pastor.
Aquilino Pastor Alonso, murió  a los 102 años de edad. Está enterrado en su pueblo natal.

## Maragato Ejemplar
Aquilino comenzó a interpretar los sones de la tierra con tan sólo 10 años de edad y durante 90 años siguió haciéndolo prácticamente hasta el momento de su muerte: mientras que las fuerzas le acompañaron.
Su amor por esta cultura maragata y la música, le llevaron a recorrer los pueblos de la zona a pie o a lomos de un burro, caballo o mula, con el traje maragato confeccionado por él mismo, para amenizar las bodas, bautizos, rondas y fiestas sacramentales de sus convecinos.
La flauta  y el tamboril, fue para el esa compañera inseparable que siempre llevaba encima y que siempre era un buen momento para extraerle unas notas prodigiosas. La flauta que entregó todos sus secretos, que unió la voz de su tonada al inspirado talento del "Tío Aquilino", durante casi un siglo, desde 1899 y hasta 1990, cuando fue la última vez que se le oyó tocar.
Solo vivió fuera de su pueblo natal (Santa Catalina de Somoza) durante los tres años que le llevó hacer la “mili” en El Ferrol en artillería. Con todo, llevó el folclore maragato más allá de las fronteras de la Comarca, la provincia y de España. A título de ejemplo, llegó a tocar durante más de 50 años consecutivos en las fiestas de Combarros, Veldedo y Castrillo de los Polvazares, por el que sentía una debilidad especial y recíprocamente la sentían y la sienten sus gentes por el "Tío Aquilino".
Fue el tamboritero de las "Danzas" de Santa Catalina de Somoza y Castrillo de los Polvazares y era habitual verle los domingos amenizando bailes improvisados, por su pueblo natal, posiblemente uno de los pueblos maragatos donde mejor se baila en toda la Maragatería por el hecho de haber contado hasta con tres tamboriteros de alto nivel de forma simultánea, y de formar estos bailes improvisados semanales.
Apareció en numerosas publicaciones y prensa y fue junto con algunos de sus hijos, parte del grupo de maragatos y danzantes de la película de Antonio Obregón La Esfinge Maragata, de 1950, basada en la novela homónima de Concha Espina.
En el año 1979, graba un disco "Teleno: Música de las Tierras Maragatas", la primera obra registrada del Tío Aquilino, cuyo formato en vinilo es objeto de coleccionistas, aunque su música circula por la red y hay numerosos vídeos en YouTube donde poder escuchar y verle (http://www.youtube.com/watch?v=7vtdlDa1N58).
(http://www.youtube.com/watch?v=4GCaxDfTXQ0&feature=channel_video_title)
En su oficio de sastre, destacó por vestir a varias generaciones de maragatos, tanto en los ropajes tradicionales como en las prendas más cotidianas, y hasta el Príncipe Felipe recibió un traje maragato a medida, hecho por las manos del Tío Aquilino, allá por los años 80. Era muy habitual verle por la ventana de su vivienda en Santa Catalina, coser en su vieja máquina negra a la luz de una sencilla bombilla, tanto en invierno como en verano.
En torno al año 1985, el Ayuntamiento de Astorga erige un busto (42°27′22″N 6°09′36″O / 42.4561128, -6.1599897) de Aquilino Pastor, en la plaza principal de su pueblo natal, Santa Catalina de Somoza. 
En el año 1989, con motivo de su centenario, recibe un homenaje del grupo de danzas de Astorga coronado con un cocido maragato del que dio buena cuenta, a la vez que es nombrado Tamboritero Mayor de la Maragatería, siendo el único músico y personaje maragato que posee está distinción.